# Lloyd Gaston
Lloyd Henry Gaston (2 de Dezembro de 1929 - 24 de Setembro de 2006) foi teólogo, estudioso bíblico, professor associado, e professor emérito do Novo Testamento na Escola de Teologia de Vancouver. Foi também presidente da Sociedade Canadiana de Estudos Bíblicos e Pastor da Primeira Igreja Presbiteriana (Edmonton).

## Biografia
Foi ordenado na Igreja Presbiteriana Unida, EUA, em 1961, e serviu como Pastor da Primeira Igreja Presbiteriana, Hamburgo, Nova Jersey, até 1963.

### Casamento e filhos
O nome da sua mulher é Suzanne, os seus filhos Johannes, Thomas Christopher.

### Morte
Lloyd H. Gaston, Jr. morreu a 24 de Setembro de 2006.

### Educação
Em 1952 Gaston estudou no Dartmouth College e obteve o seu B.A. cum laude com distinção em Filosofia. Com a sua dissertação No stone on another: estudos sobre o significado da queda de Jerusalém nos evangelhos sinópticos, em 1970 Gaston obteve o seu ThD summa cum laude na Universidade de Basileia, Suíça, no Novo Testamento. Também estudou em Ulpan Ezion, Jerusalém, em 1970.

## Trabalho académico

### Ensinar
De 1963 a 1973 leccionou no Departamento de Religião, Macalester College. De 1973 foi Professor Visitante do Novo Testamento no United Theological Seminary of the Twin Cities e de 1973 a 1978 Gaston foi Professor Associado do Novo Testamento. De 1978 até à sua retirada em 1996, L. Gaston foi Professor do Novo Testamento na Escola de Teologia de Vancouver.

## Obras

### Tese
- Lloyd, Gaston (1967). No stone on another: studies in the significance of the fall of Jerusalem in the synoptic gospels. [S.l.]: (Diss. Theol. Basel). OCLC 999591193

### Livros
- Lloyd, Gaston (1970). No stone on another; studies in the significance of the fall of Jerusalem in the synoptic gospels. Col: Supplements to Novum Testamentum. 23. [S.l.]: Leiden: Brill. OCLC 100648
- Lloyd, Gaston (1970). No stone on another. [S.l.]: E.J. Brill. OCLC 1056570407
- Lloyd, Gaston (1973). Horae synopticae electronicae; word statistics of the Synoptic Gospels. Col: Sources for biblical study. 3. [S.l.]: Missoula, Mont.: Society of Biblical Literature. ISBN 9780884140238. OCLC 947637
- Lloyd, Gaston (1977). Readings in New Testament Greek. [S.l.]: Vancouver, B.C.: Vancouver School of Theology. OCLC 43469065
- Lloyd, Gaston (1984). Legicide and the problem of Christian Old Testament, then and today. [S.l.: s.n.] OCLC 16841954
- Lloyd, Gaston (1987). Paul and the Torah. [S.l.]: Vancouver: University of British Columbia Press. ISBN 9780774803755. OCLC 16713018
- Lloyd, Gaston (1987). Paul and the law: the apostle to the gentiles and the torah of Israel. [S.l.: s.n.] OCLC 233686330
- Lloyd, Gaston (1990). Paul and the Torah: the apostle to the gentiles and the Torah of Israel. [S.l.]: Vancouver, BC: Crane Library. OCLC 1033214301
- Lloyd, Gaston (2 de maio de 1995). Jesus and Paul after Auschwitz: [a lecture]. Occasional paper (Vancouver School of Theology). 5. [S.l.]: Vancouver: Vancouver School of Theology. ISBN 9781895018080. OCLC 233996484
- Lloyd, Gaston (1996). Jesus and Paul after Auschwitz: a lecture. Occasional paper (Vancouver School of Theology). 5. [S.l.]: Vancouver School of Theology. ISBN 9781895018080. OCLC 35969916
- Lloyd, Gaston (1996). Jesus and Paul after Auschwitz. Occasional paper (Vancouver School of Theology). [S.l.]: Vancouver School of Theology. ISBN 9781895018080. OCLC 1016245914
- Lloyd, Gaston. Sermons. [S.l.: s.n.] OCLC 926203587
- Lloyd, Gaston (2000). Writings and speech in Israelite and ancient near eastern prophecy. Col: SBL symposium series. 10. [S.l.]: Missoula, Mont: Society of Biblical Literature. ISBN 9780884140238. OCLC 1027564555